# Palaeictops
Palaeictops es un género extinto de pequeños mamíferos euterios perteneciente de la familia Leptictidae y de la orden Leptictida. Descrito por Matthew en 1899. El género apareció en el Daniense y se extinguió en el Lutetiano. Podría tratarse del antepasado de los Leptictis. Pesaban unos 200 gramos y tenían el tamaño de una rata.

## Distribución
Se conocen fósiles en toda la región central de Norteamérica (Estados Unidos, y en menor medida, sur de Canadá) durante el Paleoceno y el Eoceno, siendo muy parecido a Leptictis.

## Especies
Dentro del subgénero Palaeictops se han descrito diversas especies:
- Palaeictops absarokae
- Palaeictops bicuspis
- Palaeictops borealis
- Palaeictops bridgeri
- Palaeictops multicuspis
- Palaeictops pineyensis
- Palaeictops tauricinerei

## Fósiles
El número de fósiles conocidos no es muy alto y los más abundantes son las piezas dentarias y algunos restos óseos de la tibia y el tarso.